# Meterana pansicolor
Meterana pansicolor là một loài bướm đêm trong họ Noctuidae.